# Ecomuseo Argentario
L'Ecomuseo Argentario è un ecomuseo della Provincia autonoma di Trento, diffuso sul territorio intorno al Monte Calisio nei comuni di Trento (circoscrizioni Argentario e Meano), Civezzano, Fornace, Albiano e Lavis.

## Storia
Il territorio dell'ecomuseo è valorizzato fin dal 2001 dall'associazione di promozione sociale "Ecomuseo Argentario", riconosciuta come ecomuseo dalla Provincia autonoma di Trento nel 2005. Esso si occupa di "tutelare, documentare e valorizzare il patrimonio culturale, storico e ambientale di questo territorio, con il supporto delle amministrazioni, delle associazioni e delle comunità locali".
Il nome dell'ecomuseo deriva dai giacimenti di argento presenti nel Monte Calisio, estratto fin dal Medioevo da minatori di origine germanica, i canòpi, che estraevano il materiale per conto del Principe vescovo di Trento per coniare le monete utilizzate nel principato. Le rocce maggiormente presenti nel territorio sono il Rosso ammonitico (zone di Civezzano e Trento) e il porfido (zone di Albiano e Fornace).

## Patrimonio

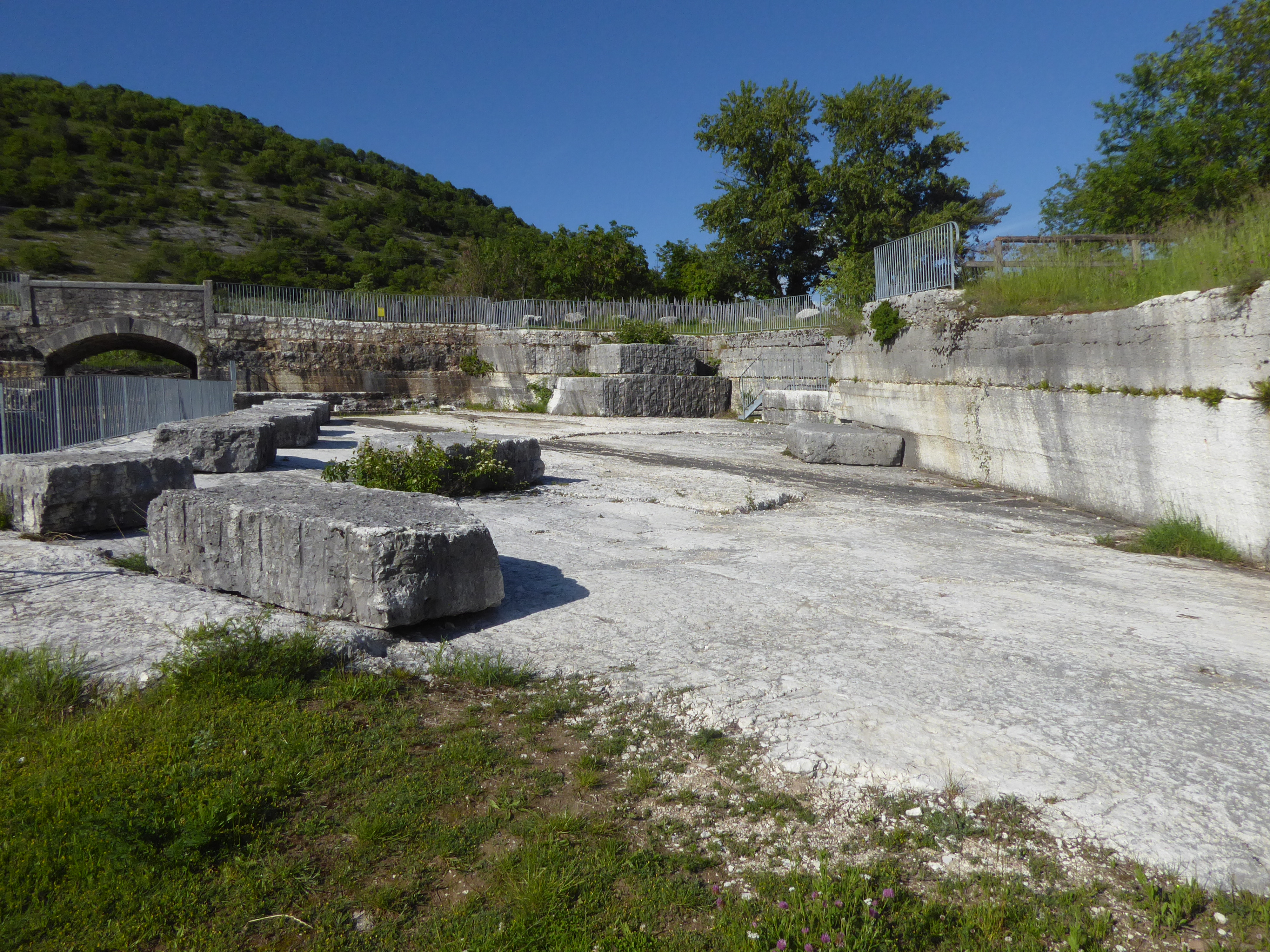
Cave di Pila

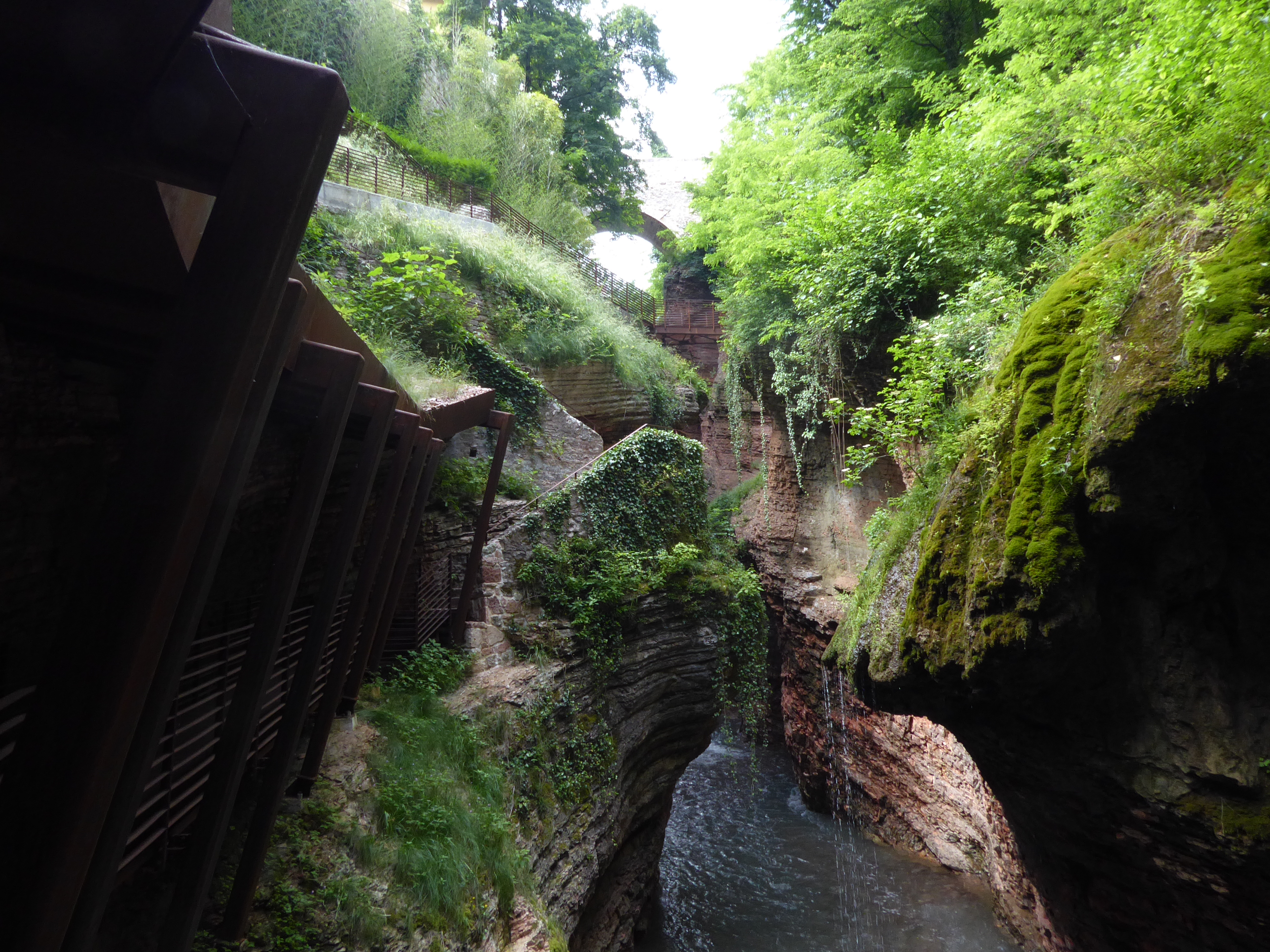
Orrido di Ponte Alto

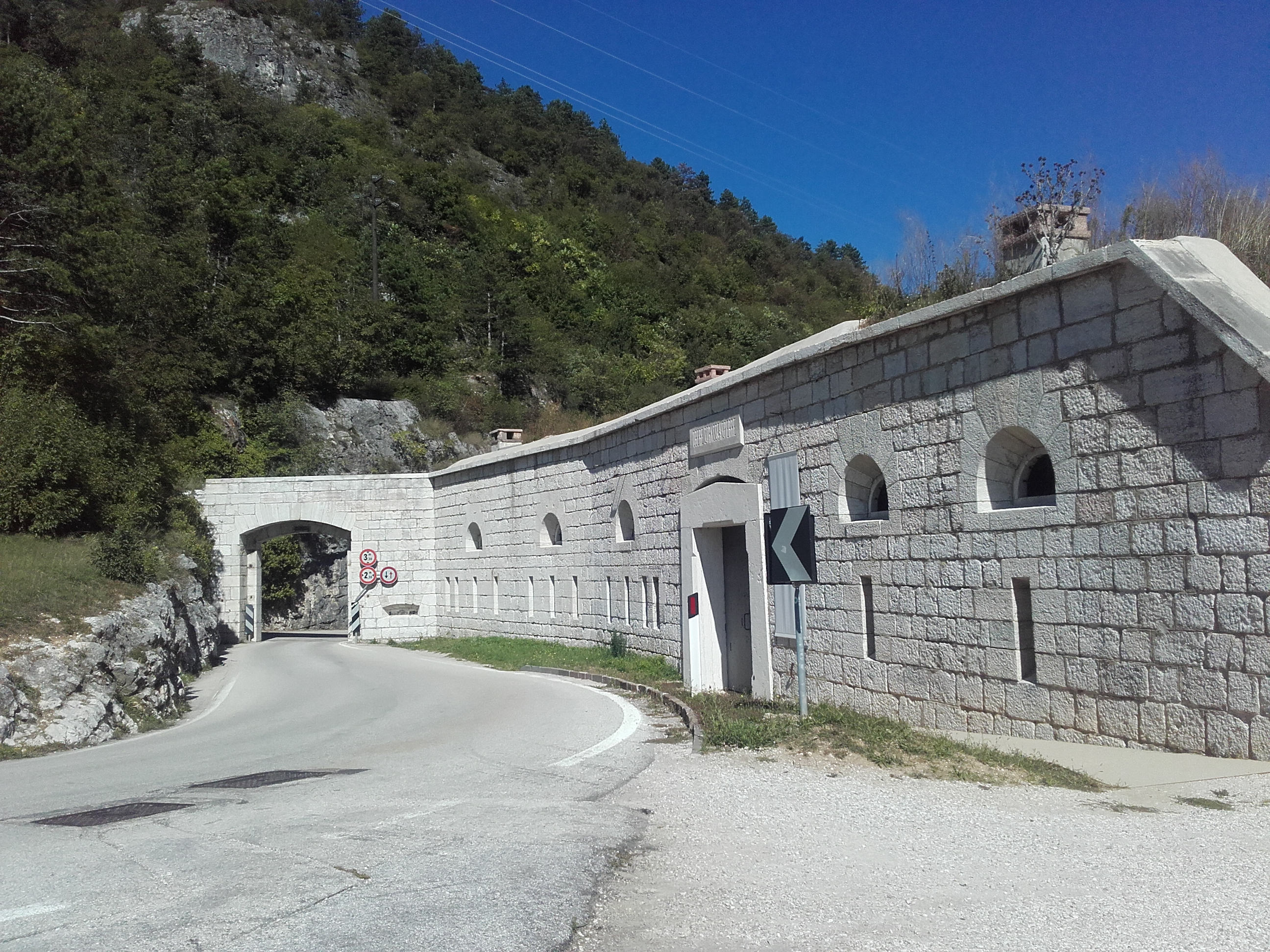
Forte di Civezzano

Il territorio dell'ecomuseo è valorizzato in base a quattro filoni tematici: sottosuolo, natura, storia e agricoltura. Nell'ambito di questi filoni sono organizzate attività turistiche e di divulgazione e sono gestiti degli immobili e delle strutture, in convenzione con i comuni, i partner e proprietari privati.
Sottosuolo
- Cave di Pila
- cave di porfido di Albiano
- Museo Casa Porfido
- Parco delle Coste
- l'argento e i canòpi

Natura
- Lago di Santa Colomba
- Cascata del Mughetto
- torrente Avisio
- Orrido di Ponte Alto

Storia
- Giardino dei Ciucioi
- Complesso fortificato di Civezzano
- Castel Vedro
- Riparo Gaban
- le opere idrauliche sul torrente Fersina

Agricoltura
- appezzamenti a vigneto
- Molino Dorigoni
- l'orto in Villa Salvadori-Zanatta
- boschi di castagni